# برو-برو
برو-برو هو لاعب كرة قدم برازيلي في مركز ظهير ‏، ولد في 29 يونيو 1964 في غواروجا في البرازيل. لعب مع ريد بل براغانتينو وسبورت ريسيفي ونادي بالميراس.